# Trycherus frater
Trycherus frater es una especie de coleóptero de la familia Endomychidae.

## Distribución geográfica
Habita en Uganda.